# Daniel Kernell
Daniel Kernell, född 23 juni 1759 i Åsbo församling, Östergötlands län, död 13 februari 1810 i Hallingebergs församling, Kalmar län, var en svensk präst.

## Biografi
Daniel Kernell föddes 1759. Han var son till kyrkoherden Pehr Kernell i Åsbo församling och Anna Gråsten. Kernell blev 1780 student vid Uppsala universitet och prästvigdes 21 december 1783. Han avlade 21 oktober 1790 pastoralexamen och blev 1791 kyrkoherde i Lillkyrka församling. Kernell blev 1795 komminister i Slaka församling och 1803 kyrkoherde i Hallingebergs församling. Han avled 1810.

### Familj
Kernell gifte sig 13 juli 1791 med Elsa Catharina Tropp (1772–1839), dotter till färgaren Daniel Tropp och Catharina Hertzman i Vänersborg. De fick tillsammans barnen Per Emanuel Kernell (1792–1799), Anna Ingeborg Kernell som var gift med kyrkoherden Claes Gustaf Borre i Åsbo församling, Catharina Beata Emerentia Kernell som var gift med komministern Lindgren i Askeryds församling, torparen Per Emanuel Kernell (1799–1847) på Danielshöjd, Ulrik Adolf Kernell (1801–1804), Christina Charlotta Kernell som var gift med komministern Bengt Ekbom i Borgs församling, auditören Daniel Ulrik Kernell (1805–1882) och komministern Gabriel Gustaf Adolf Kernell i Åsbo församling.